# Ловерингіт
Ловерингіт — рідкісний мінерал, оксид титану, заліза, хрому, магнію, кальцію і церію групи кричтоніту з хімічною формулою (Ca,Ce)(Ti,Fe,Cr,Mg)21O38. Це магматичний мінерал пізньої стадії, що утворився в залишковому розплаві мафічних шаруватих інтрузій у багатих на олівін-хроміт, піроксен або плагіоклаз шарах.

## Відкриття і прояви
Ловерингіт був виявлений у 1978 році в інтрузії Джимберлана (Дандас-Шир, Західна Австралія) і названий на честь австралійського геохіміка та професора Мельбурнського університету Джона Френсіса Ловерінга на знак визнання його роботи над методами дослідження треків поділу в геохімії.
Ловерингіт також зазвичай знаходили в районах середнього ступеня метаморфізму, про які повідомляють у горах Ахаггар в Алжирі; горах Хохе Тауерн (Зальцбург, Австрія); в інтрузії Койтелайнен (Лапландія, Фінляндія); у Бур д'Уасан (Ізер, Франція); в Бракко (Лігурія, Італія); на островах Кергелен; у гірському масиві Хібіни на Кольському півострові і в Маквіро на Великій дамбі в Зімбабве.

## Кристалографія
Ловерингіт має тригональну сингонію, кристалічний клас — ромбоедричний, тобто він містить три рівні осі, кожна з яких повернута на 120°, і одну вісь, перпендикулярну до них. Він має потрійну вісь обертання, а також центр симетрії і належить до просторової групи R3. Ловерингіт виявляється сірувато-білим або сірим у плоскополяризованому світлі та не демонструє плеохроїзму. Крім того, при розгляді в плоскополяризованому світлі виявлено, що ловерингіт має високий рельєф і чіткі межі зерен, добре демонструє тріщини та спайність та виділяється над іншими мінералами на тонкому зрізі. Дані про відбивну здатність вказують на те, що ловерингіт є анізотропним, демонструючи властивості різних значень при вимірюванні в різних напрямках.